# Bad Religion (EP)
Bad Religion (EP) — первый EP-релиз и первая официальная запись, выпущенная в феврале 1981 года американской панк-рок группой — Bad Religion.

## Запись
Запись мини-альбома состоялась в октябре 1980 года в студии «Studio 9», расположенной в Лос-Анджелесе на Бульваре Сансет

## Список песен
| №  | Название           | Автор(ы) | Длительность |
| -- | ------------------ | -------- | ------------ |
| 1. | «Bad Religion»     | Гуревич  | 1:49         |
| 2. | «Politics»         | Граффин  | 1:21         |
| 3. | «Sensory Overload» | Гуревич  | 1:31         |

| №  | Название          | Автор(ы) | Длительность |
| -- | ----------------- | -------- | ------------ |
| 4. | «Slaves»          | Граффин  | 1:20         |
| 5. | «Drastic Actions» | Гуревич  | 2:36         |
| 6. | «World War III»   | Граффин  | 0:54         |

## Участники
- Грег Граффин — вокал
- Бретт Гуревич — гитара
- Джей Бентли — бас гитара
- Джей Зискрут — барабаны